# Curtis Jordan

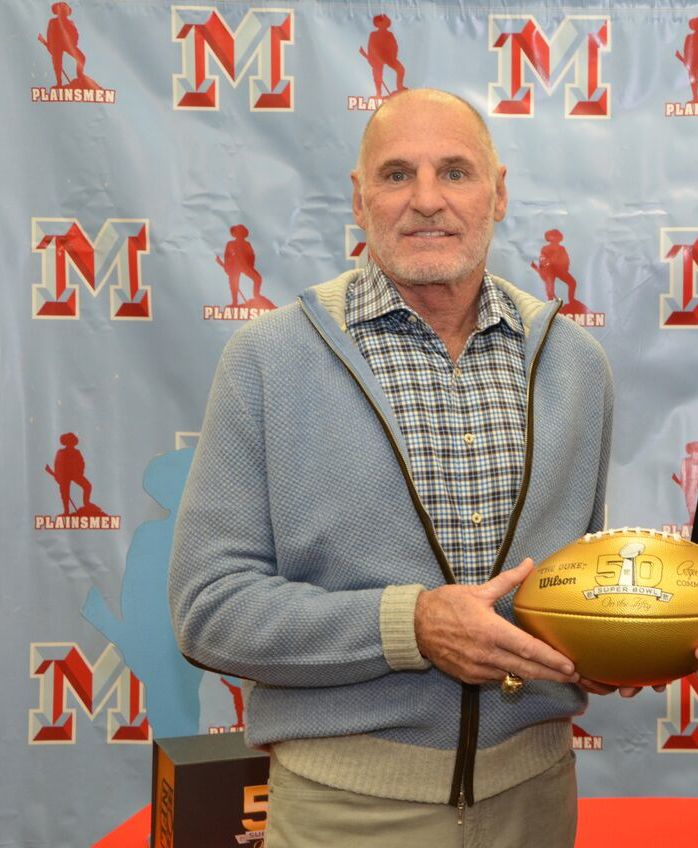
Imagem do ex-jogador de futebol americano estadunidense Curtis Jordan.

Curtis Wayne Jordan (25 de janeiro de 1954) é um ex-jogador profissional de futebol americano estadunidense.

## Carreira
Curtis Jordan foi campeão da temporada de 1982 da National Football League jogando pelo Washington Redskins.